# Burgruine Schönberg (Auberg)
Die Burgruine Schönberg ist die Ruine einer Höhenburg auf 652,1 m ü. NN in der Gemeinde Auberg im Bezirk Rohrbach von Oberösterreich. Die Reste dieser Burganlage liegen oberhalb der „Schönbergmühle“  auf einem Steilabfall hin zu Großen Mühl.

## Geschichte
Ein Chunrad de Schöneberg wird um 1209 genannt. 1256 wird „Schönperge“ erwähnt. Schönberg war eine Burg des Hochstiftes Passau und wird als solche im Zweiten Passauer Traditionskodex von 1240 erwähnt (Schonenberge, Sconenberge). Die Burg wurde von Burggrafen verwaltet. Bekannt sind dabei Ulrich der Lechner (1391), Wenzel der Panhalm (1431), Hanns der Hollerberger (1433) und Dankwart Herleinsperger (1436). 1462 wird Schönberg landesfürstliches Lehen.
Die Burg wurde im 16. Jahrhundert aufgegeben; warum ist nicht bekannt. Bereits auf dem Stich von Georg Matthäus Vischer von 1674 in seiner „Topographia Austriae superioris modernae“ erscheint Schönberg (Shenberg) als Ruine.

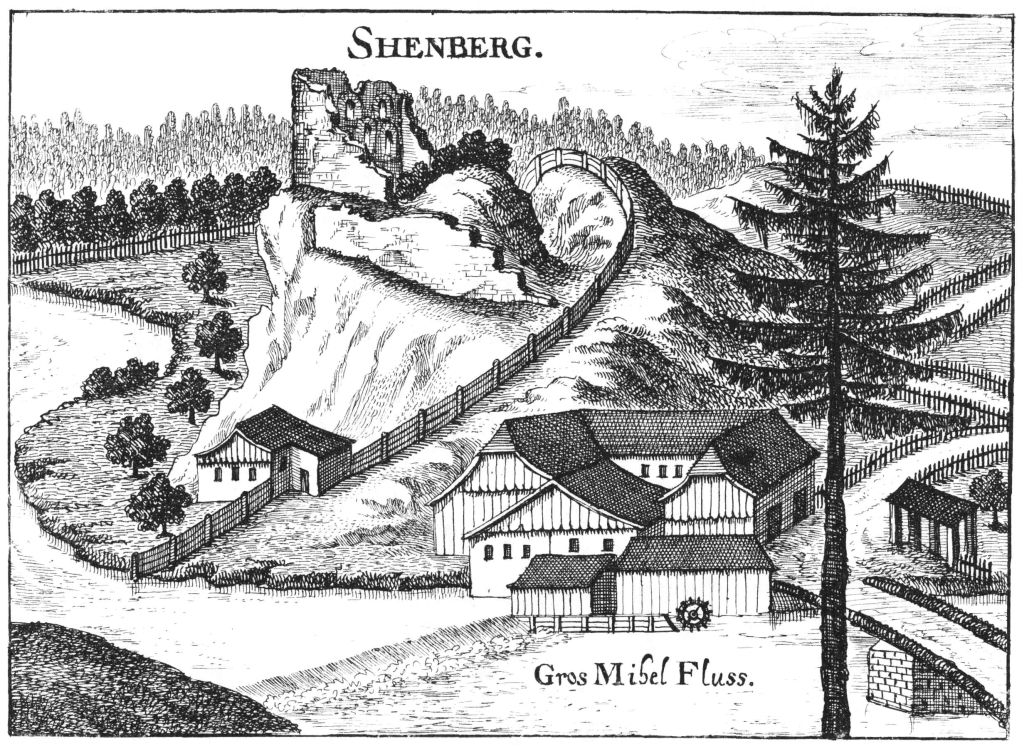
Burgruine Schönberg nach einem Stich von Georg Matthäus Vischer von 1674

## Burgruine Schönberg heute
Die Substruktion ist auf dem Burghügel am orographisch linken Ufer der Großen Mühl trotz rezenter Planierung noch erkennbar. Geringfügige Mauerreste aus Bruchsteinen (Mauereck, Futtermauern) finden sich am Steilabfall. Keramikfunde und Funde von eisernen Pfeilen wurden hier ebenfalls gemacht. Früher noch vorhandene Mauerreste wurden 1920 zum Hausbau verwendet. Von der Großen Mühl aus bietet sich auch heute noch ein interessanter Blick zu der Burgruine. Am Burgplatz erinnert eine Bildtafel an die ehemalige Burg.

## Literatur

Burgruine Schönberg
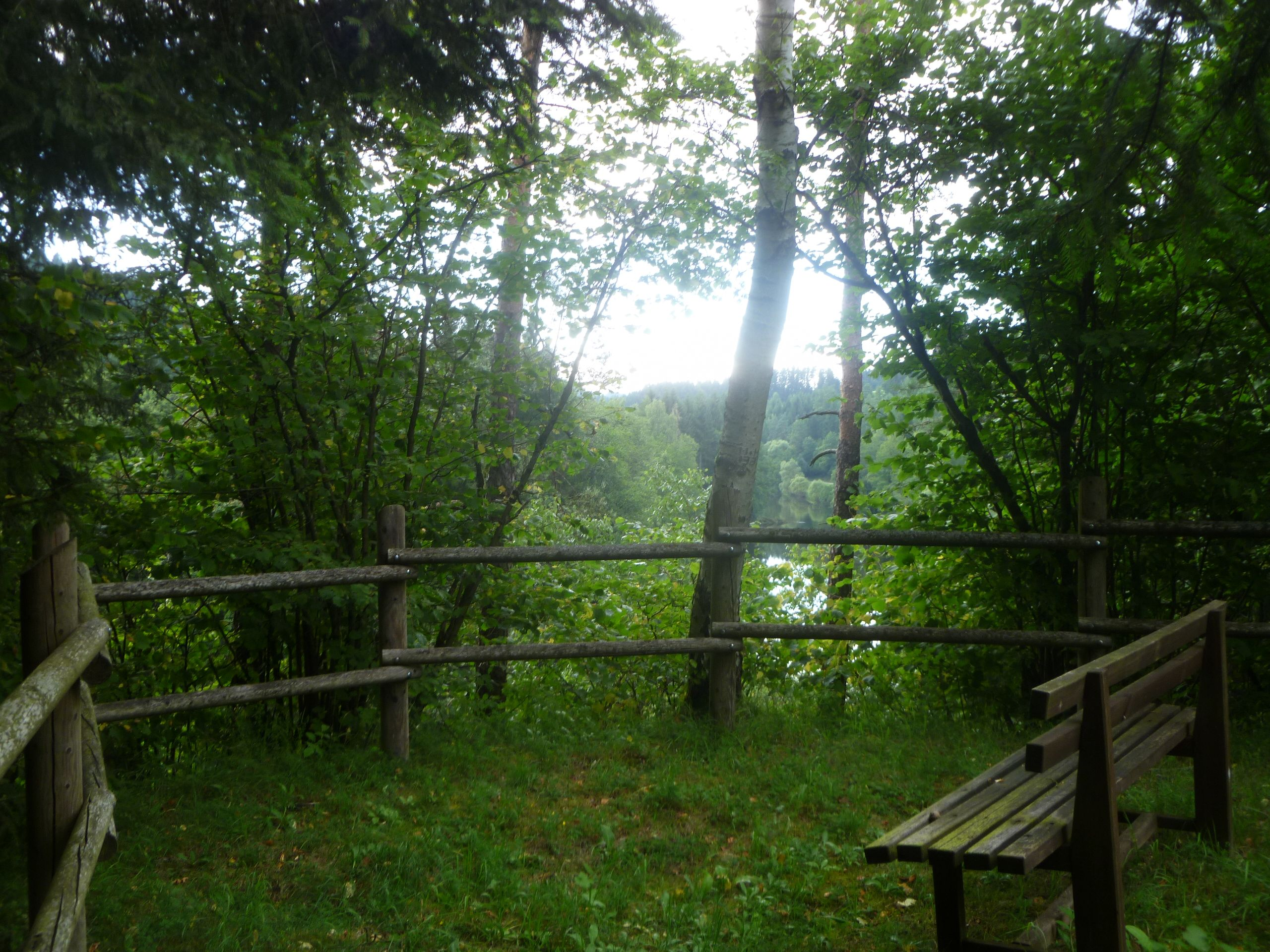
Burgruine Schönberg: Burgplatz
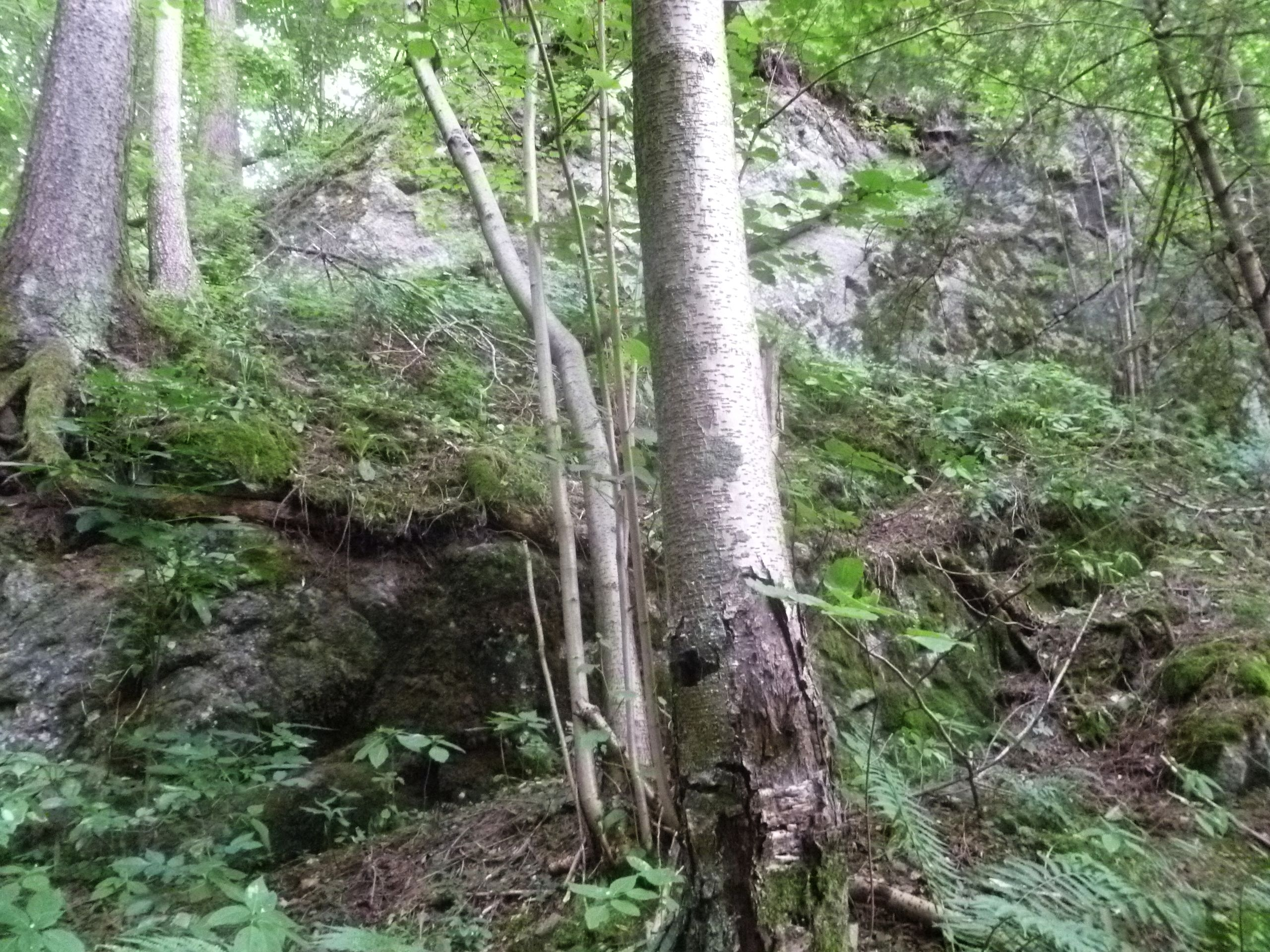
Mauerwerk unterhalb des Burgplatzes
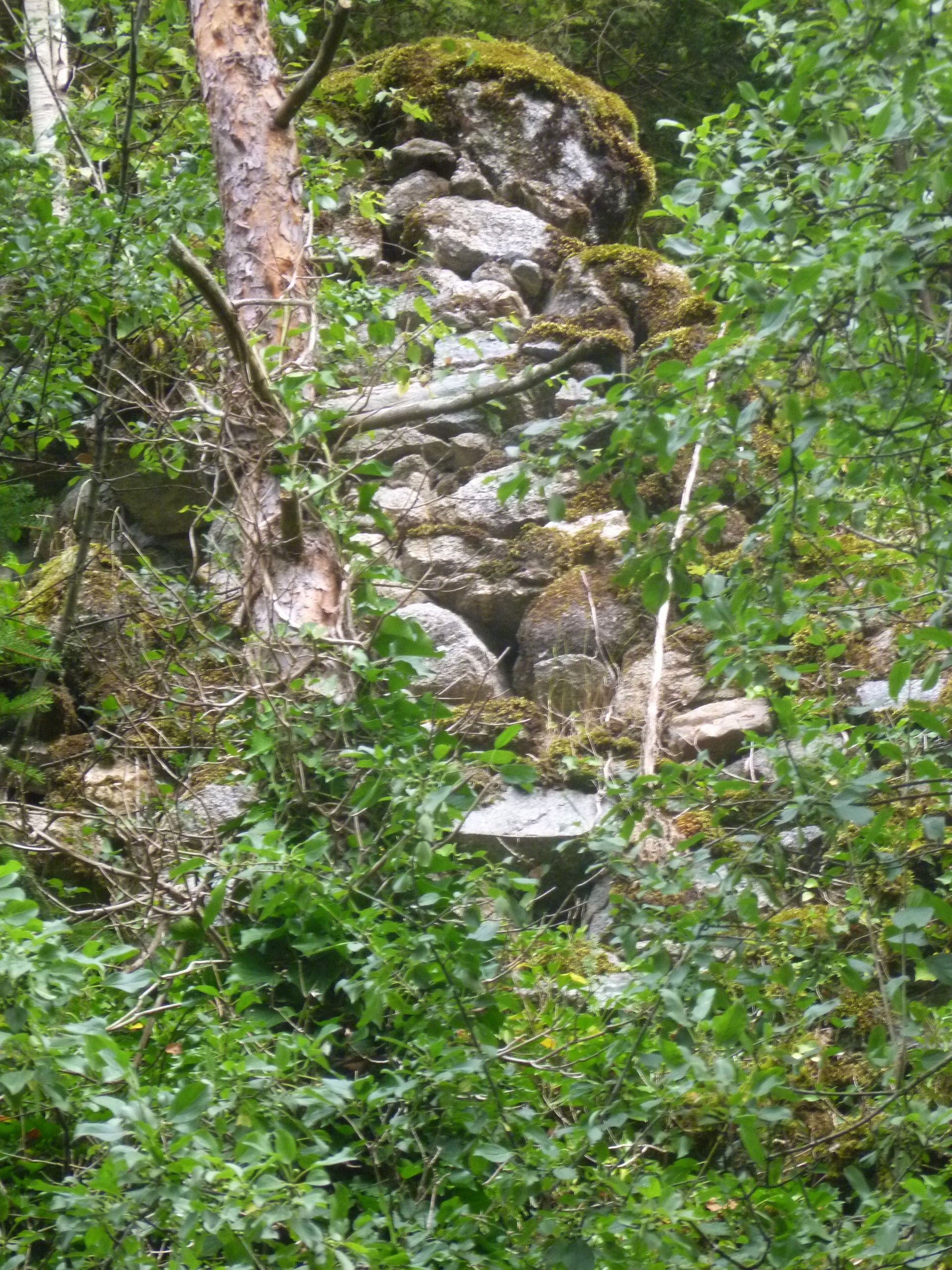
Mauerwerk von der Großen Mühl aus
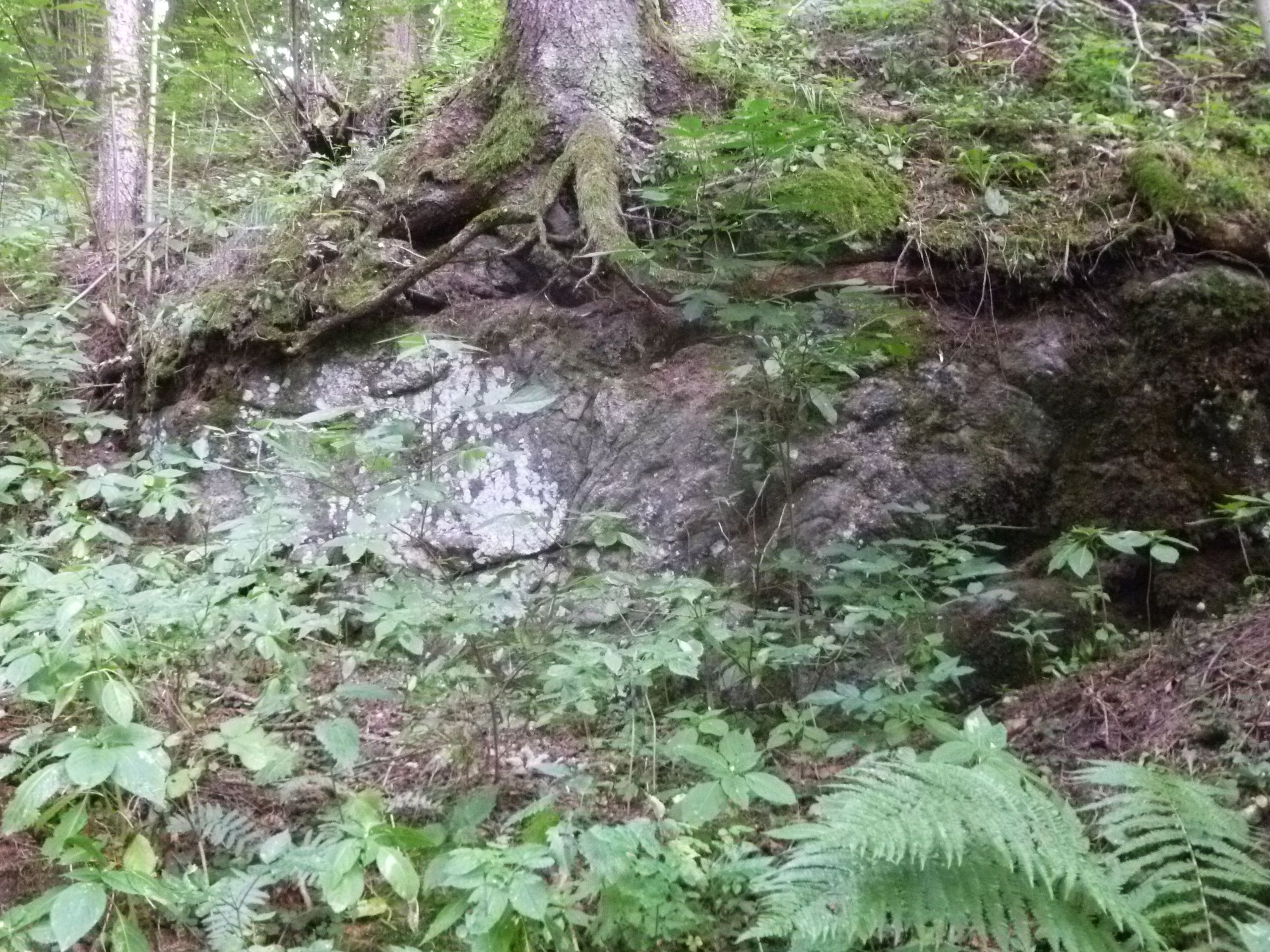
Überwuchertes Mauerwerk